# Формоз
Формо́з (лат. Formosus PP.; около 816 — 4 апреля 896) — папа римский с 6 октября 891 года, епископ Порто в 864—876 и 883—891 годах. Став епископом, в 866 году он отправился с миссией в Болгарию, где добился такого влияния на её правителя Бориса I, что тот требовал у папы назначить Формоза главой Болгарской церкви. Однако и Николай I, и Адриан II отказались это делать, ссылаясь на канонический запрет смены епархий, в результате чего болгарский правитель перешёл под юрисдикцию константинопольского патриарха. В 872 году Формоз был кандидатом на папский престол, но проиграл выборы Иоанну VIII. Вначале он поддерживал политику нового папы, но позже их отношения испортились, и в 876 году Формоз был вынужден бежать, за что в том же году был отлучён от церкви и смещён с поста епископа по ряду обвинений. В 878 году он смог добиться прощения Иоанна VIII, но в Рим вернулся только после того, как ставший в 882 году папой Марин I реабилитировал его. В 883 году Формозу была возвращена и епископская кафедра.
6 октября 891 года Формоз был избран папой. За время своего понтификата он участвовал в решении спора между Кёльнской и Гамбургской церковью по поводу контроля над Бременской епархией, а также был втянут в последнюю фазу конфликта в Константинопольской церкви, связанного с низложением патриарха Фотия. В Западно-Франкском королевстве Формоз пытался примирить короля Эда Парижского и законного наследника Карла Простоватого. В результате его усилий Эд заключил мир с претендентом, по условиям которого тот после смерти короля унаследовал западно-франкский престол.
В Италии Формоз первоначально продолжил политику предшественника, поддержав императора Гвидо Сполетского и короновав в качестве императора его сына Ламберта Сполетского, но затем призвал на помощь короля Восточно-Франкского королевства Арнульфа Каринтийского. Однако поход того в Италию окончился неудачно. После смерти императора Гвидо Формоз на какое-то время примирился с его наследником Ламбертом, но после того, как тот решил распространить своё влияние на Южную Италию, вновь призвал Арнульфа Каринтийского. На этот раз восточно-франкский король добрался до Рима, захваченного императрицей-матерью Агельтрудой, освободил папу и был коронован императорской короной. Однако во время похода в Сполето Арнульфа разбил паралич, в результате чего он был вынужден вернуться на родину. Вскоре после этого Формоз скончался.
В январе 897 года папа Стефан VI приказал выкопать тело Формоза, одел в папское облачение и подверг его суду на Трупном синоде. Все акты Формоза были аннулированы, а указы признаны недействительными. Папские облачения были сняты с трупа Формоза, три пальца его правой руки, которые он использовал для крестного знамения, были отрезаны, а труп был символически сброшен в Тибр. Это вызвало возмущение в Риме, в результате чего папа был убит. С этого момента на папском престоле началась чехарда недолговечных пап, которых выдвигали сторонники Формоза и Стефана VI. При ближайших преемниках Стефана тело Формоза, выловленное в Тибре, было торжественно перезахоронено в базилике Святого Петра. Дальнейшие процессы такого рода против умерших были запрещены. Хотя папа Сергий III в 904 году вторично осудил Формоза и потребовал повторного рукоположения возведённых им в сан епископов, это решение повсеместно игнорировалось церковью.

### Избрание

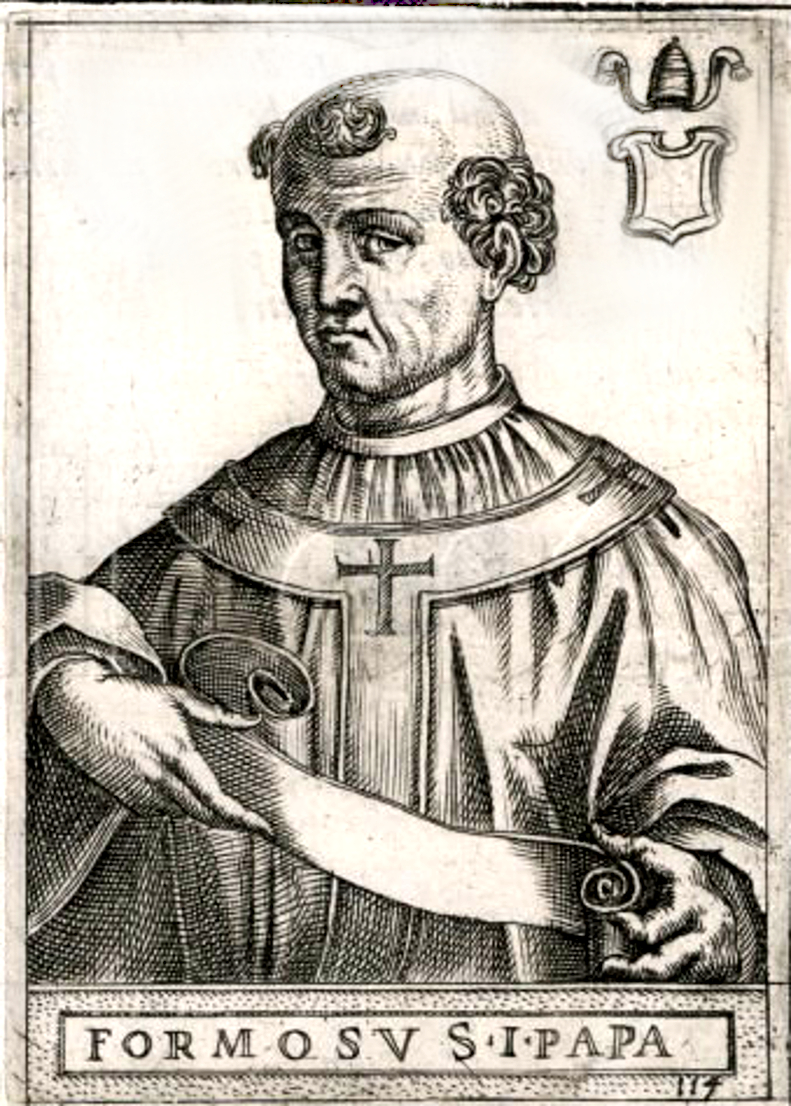
Папа Формоз. Миниатюра XVI века